# Kuala Krai
Kuala Krai – miasto w Malezji w stanie Kelantan. W 2000 roku liczyło 19 573 mieszkańców.